# Knut Sundström
Knut Oskar Sundström, född 19 april 1878 i Örebro församling, Örebro län, död 9 mars 1961 i Kungsholms församling, Stockholm, var en svensk tonsättare och domkyrkoorganist.

## Biografi
Knut Oskar Sundström föddes 19 april 1878 i Örebro. Han var son till stallmästaren Per Gustaf Sundström och Anna Maria Berger. Han tog examen 1907 vid Konservatoriet i Stockholm. Sundström var mellan 1909 och 1914 organist i Oskarshamns församling. Under tiden han arbetade där studerade han mellan 1913 och 1914 orgel i Paris. Han blev domkyrkoorganist 1914 i Strängnäs stadsförsamling och musiklärare vid Högre allmänna läroverket. 1922 studerade han piano i Dresden. Sundström avled 9 mars 1961 i Kungsholmen, Stockholm.
Sundström har spelat på många konserter i Sverige. Han har även komponerat större och mindre musikverk.